# Microvision
De Microvision is een draagbare spelcomputer van Milton Bradley Company in 1979 op de markt werd gebracht. De Microvision werd ontworpen door de elektrotechnicus Jay Smith, later zou hij nog de spelcomputer Vectrex ontwerpen.
Microvisions combinatie van een draagbare spelcomputer met spelcartridges zou slechts leiden tot een bescheiden marktsucces. Mede door het ontbreken van voldoende aanbod aan speltitels, het relatief kleine beeldscherm en een beperkte ondersteuning van het systeem door computerspelfabrikanten ging het systeem in 1981 langzaam ten onder. In 1982 verschenen de laatste softwaretitels en werd uiteindelijk de fabricage van de spelcomputer gestaakt.

## Speltitels
1979
- Block Buster
- Bowling
- Connect Four
- Mindbuster
- Pinball
- Star Trek: Phaser Strike (later ook als Phaser Strike)
- Vegas Slots

1980
- Baseball
- Sea Duel

1981
- Alien Raiders
- Cosmic Hunter

1982
- Barrage (niet uitgebracht, geen prototypes bekend)
- Super Blockbuster (alleen in Europa uitgebracht)

## Technische specificaties

### Processor
- Intel 8021/TI TMS1100 (op cartridge)
- Kloksnelheid: 100 kHz
- Register: 4 bit (TMS1100), 8 bit (8021)

### Weergave
- Beeldscherm: lcd
- resolutie: 16 x 16 beeldpunten
- Videokaart: Custom (gefabriceerd door Hughes)

### Geheugen
- RAM: 32 nybbles (16 8 bit-bytes, geïntegreerd in de CPU)
- ROM: 2K
- ROM op cartridge: 2K gemaskerd (geïntegreerd op de processor; elk spel beschikte over een eigen, aangepaste processor)

### Geluid
- Piezo beeper

### Invoer
- Twaalfknopstoetsenbord, één paddle

### Stroomvereisten
- één 9 voltbatterij (TMS1100-processoren)
- twee 9 voltbatterijen (Intel 8021-processors)

## Trivia
- Een Microvision verschijnt in de film Friday the 13th Part 2.